# Jaskinia Poszukiwaczy Skarbów
Jaskinia Poszukiwaczy Skarbów – jaskinia w polskich Tatrach Zachodnich, położona w Zbójnickiej Turni w zachodnich stokach Gubalca w Dolinie Kościeliskiej. Główne wejście do niej znajduje się w orograficznie lewym zboczu wąwozu Kraków na wysokości 1211 m, naprzeciw Smoczej Jamy, poniżej Jaskini w Zbójnickiej Turni, w pobliżu jaskini Groby. Jest ono położone w dolnej części skalnego muru opadającego ze Zbójnickiej Turni, nad 8-metrową ścianką, kilkadziesiąt metrów poniżej Niżniego Zbójnickiego Przechodu. 
Długość jaskini wynosi 484 metry, deniwelacja 30,7 metrów.

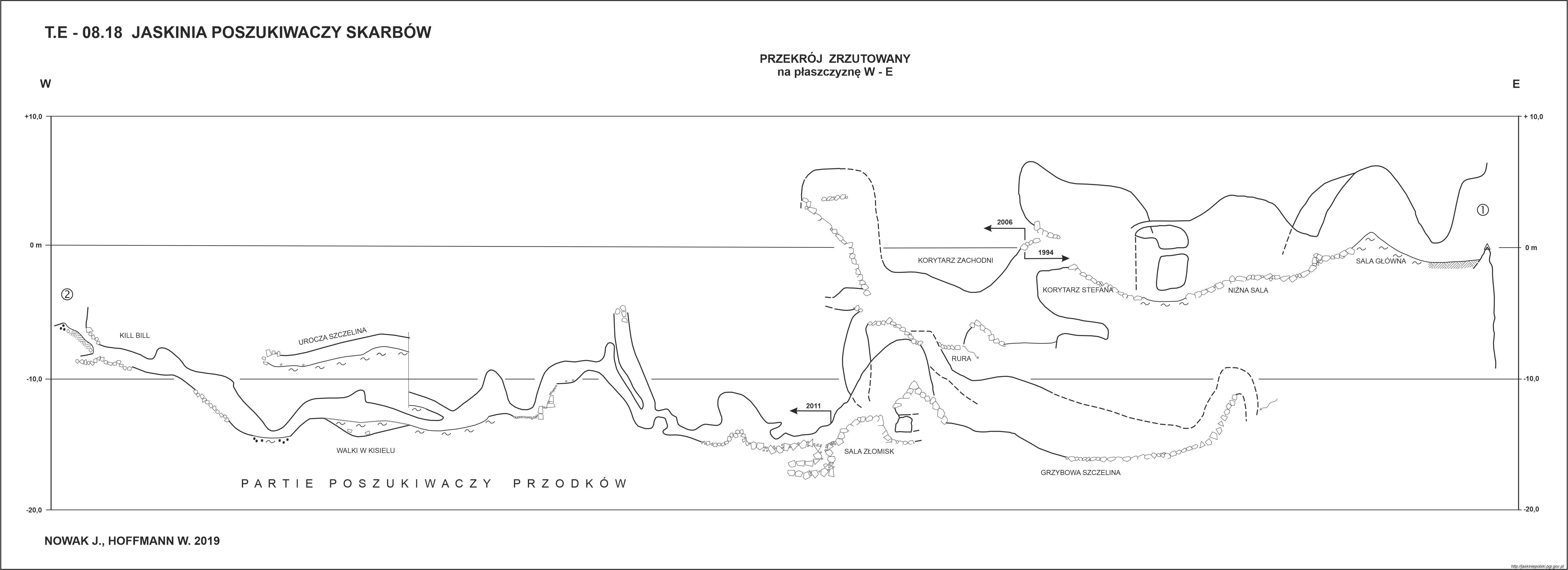
Przekrój Jaskini Poszukiwaczy Skarbów

## Opis jaskini
Centralną częścią jaskini jest obszerna Sala Główna (15 m długości, około 4 m szerokości i około 5 m wysokości), z której odchodzi skomplikowany system korytarzyków. 
Zaraz za dużym otworem jaskini (4 m szerokości i 6 m wysokości) znajduje przedsionek jaskini – sala zwana Balkonem. Z niej korytarzyk prowadzi do Sali Głównej. Stąd :
- W lewej części zaczyna się Błotny Korytarz zakończony ślepą studzienką.
- Z południowej części sali odchodzi Korytarz Główny. Prowadzi on do dwóch prawie równoległych studni. Zjeżdżając obszerniejszą z nich, dociera się do Dolnej Komory. Stąd idzie korytarz prowadzący nad studzienkę, która opada do Ślepej Komory.
- Na przedłużeniu Sali Głównej biegnie Korytarz Środkowy. Prowadzi on do rozwidlenia. Idąc prawym korytarzem (lewy kończy się ślepo), dochodzi się do niedużej salki, a dalej do kolejnego rozwidlenia i korytarza, w którym znaleziono kości niedźwiedzia jaskiniowego, oraz do korytarza z najwyższym punktem jaskini.
- Z Sali Głównej odchodzą też w dół dwa przejścia do Niżniej Sali. Z sali tej przez przełaz z wodą dochodzi się do Korytarza Stefana, który kończy się studzienką. Na dnie studzienki zaczyna się Korytarz Zachodni prowadzący do Rury, którą idzie się do rozgałęzienia. Na prawo jest Grzybowa Szczelina, w której znajduje się najniższy punkt w jaskini. Na lewo korytarz prowadzi do Sali Złomisk i z powrotem do Korytarza Zachodniego[6].
- z Sali Złomisk przez niewielką studzienkę i przełaz dochodzi się do Partii Poszukiwaczy Przodków. Znajdują się tu ciasne korytarzyki prowadzące do Uroczej Szczeliny i dalej do niewielkiej salki Kill Bill. Stąd można się dostać do częściowo zasypanego drugiego otworu jaskini[5].

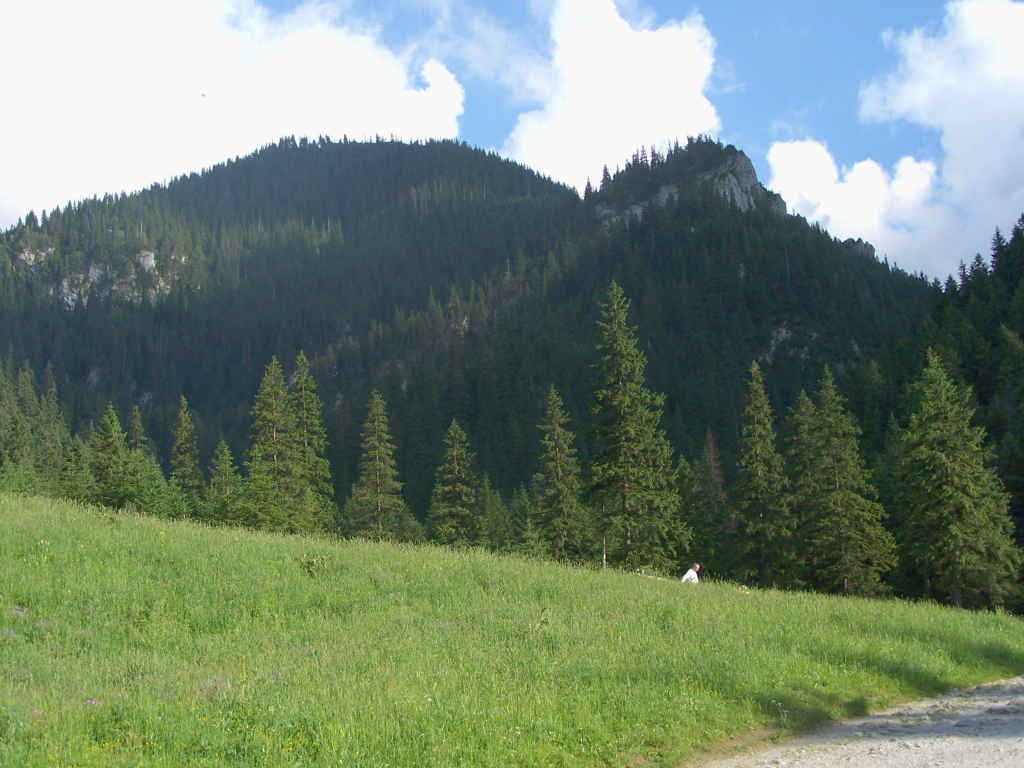
Zbójnicka Turnia

## Przyroda
Jaskinia ma bardzo bogatą szatę naciekową o różnych barwach. Można w niej spotkać nacieki grzybkowe, mleko wapienne, polewy, dobrze rozwinięte stalaktyty i stalagmity i nacieki wełniste.
We wnętrzu jaskini znajdują się kości dużych zwierząt, znaleziono m.in. szczątki niedźwiedzia jaskiniowego.

## Historia odkryć
Jaskinia jest znana od dawna poszukiwaczom skarbów (stąd pochodzi jej nazwa), o czym świadczą napisy pozostawione przez nich na ścianach.
Stefan i Tadeusz Zwolińscy zwiedzili ją w 1921 roku.
W 2017 i 2018 roku odkryto i zbadano Partie Poszukiwaczy Przodków.